# Подол (Глобинский район)
Подол (укр. Поділ) — село,
Фёдоровский сельский совет,
Глобинский район,
Полтавская область,
Украина.
Код КОАТУУ — 5320688903. Население по данным 1987 года составляло 10 человек.
Село ликвидировано в 2003 году.

## Географическое положение
Село Подол находится на правом берегу реки Хорол, которая через 1,5 км впадает в реку Псёл, 
выше по течению на расстоянии в 2 км расположено село Фёдоровка,
ниже по течению примыкает село Поповка.

## История
- 2003 — село ликвидировано[1].